# Cimetière militaire allemand de Wicres Village
Le   Cimetière Militaire Allemand de «Wicres Village»   est l'un des deux  cimetières militaires de la Première Guerre mondiale situés sur le territoire de la commune de Wicres, Nord. Le second étant le Cimetière militaire allemand de Wicres (Route de La Bassée).

## Localisation
Ce cimetière est implanté au sud du village, non loin de l'Église et du cimetière communal, tout au bout de la rue de l'Église.

## Historique
Occupé dès la fin août 1914 par les troupes allemandes, le village de Wicres est resté dans la zone des combats jusqu'en octobre 1918 date à laquelle il a été définitivement repris par les troupes britanniques. Ce cimetière a été créé en septembre 1915 pour inhumer les soldats tombés lors des combats de la Troisième bataille de l'Artois de septembre 1915 entre La Bassée et Arras. Un mémorial commémore le 25 septembre 1915: ce jour-là, le régiment a perdu 210 hommes lors de l'explosion d'une mine. Plus de 900 personnes y ont été enterrées au cours de la seconde moitié de 1915, près de 1 000 en 1918 lors de l’attaque allemande de mai, des contre-offensives alliées en septembre-octobre 1918. Pendant l'entre-deux-guerres, le Volksbund Deutsche Kriegsgräberfürsorge  a effectué les premiers travaux sur l'enceinte et a procédé à la plantation d'arbres. Après la conclusion de l'accord franco-allemand sur les sépultures de guerre du 19 juillet 1966, le Volksbund Deutsche Kriegsgräberfürsorge - soutenu financièrement par le gouvernement fédéral - a mis au point le plan définitif du cimetière. Outre une révision fondamentale des jardins paysagers en 1979, le remplacement des anciennes croix en bois par des croix en pierre naturelle, gravées du nom et de la date de ceux qui reposent ici a été effectué.

## Caractéristique
Dans ce vaste cimetière de forme rectangulaire de 250 m de long sur 150 m de large, soit une surface de plus de 3 ha, 2 824 morts soldats allemands reposent dans des tombes individuelles; parmi eux, 128 ne sont pas identifiés

## Galerie

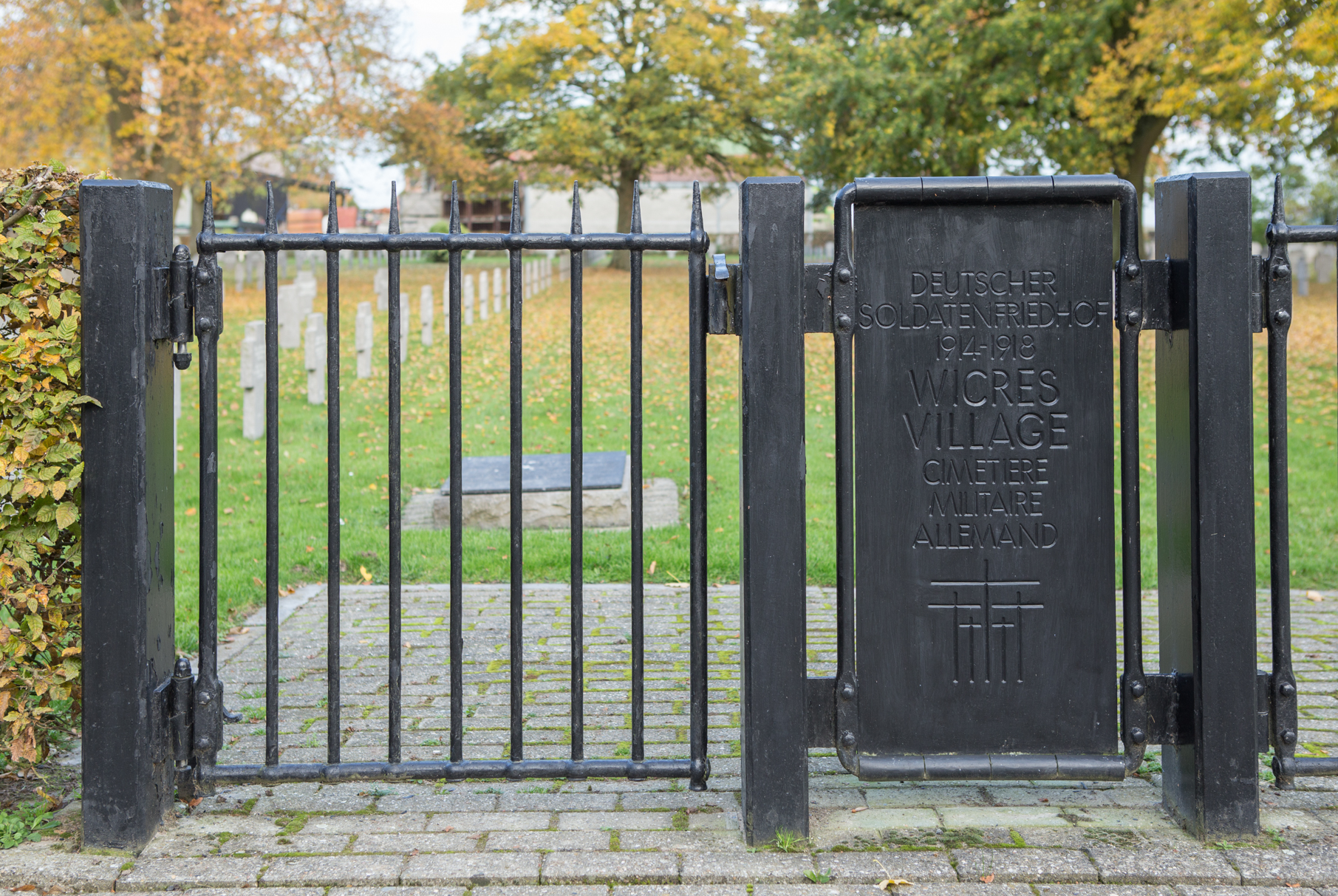
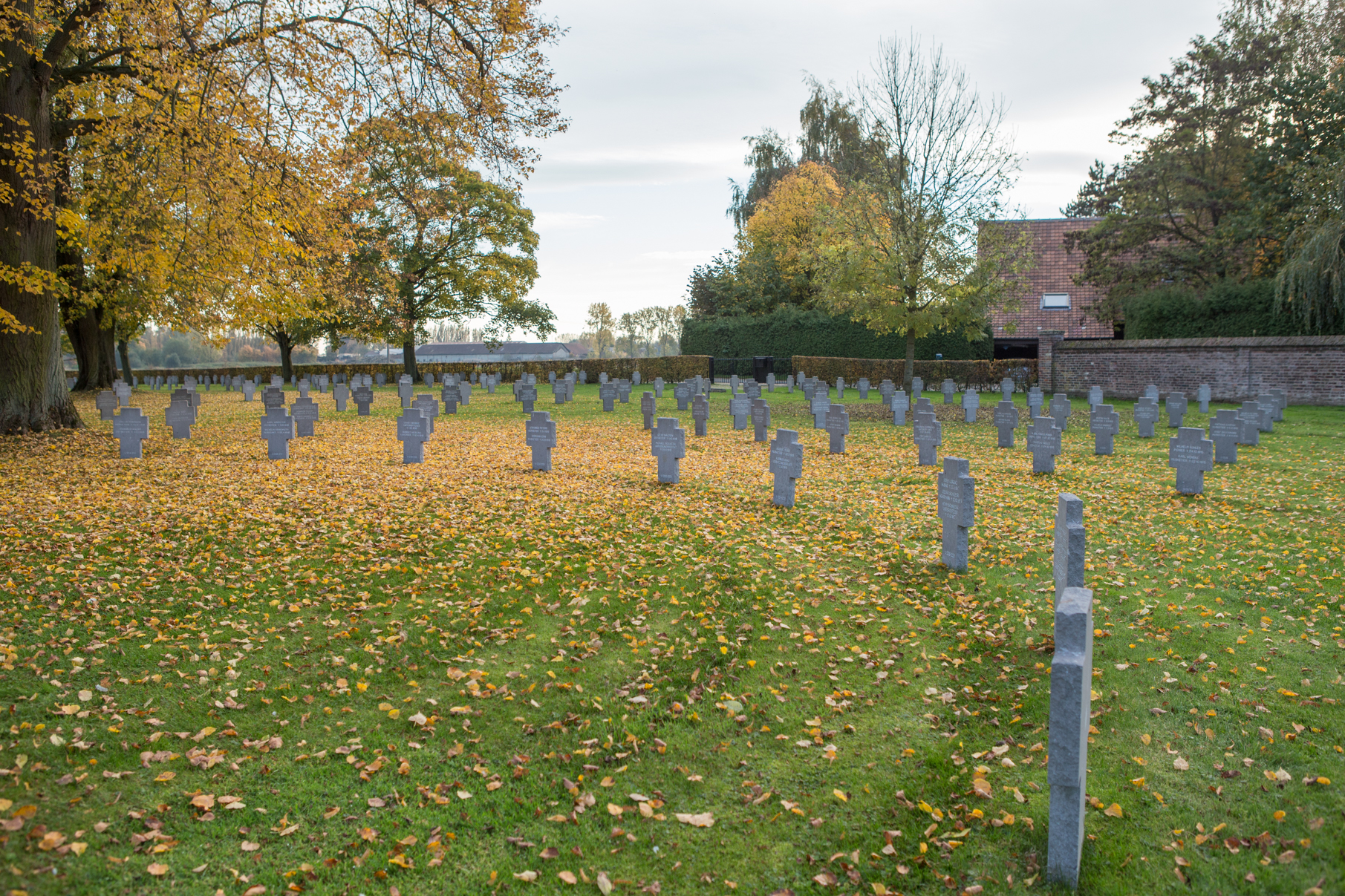
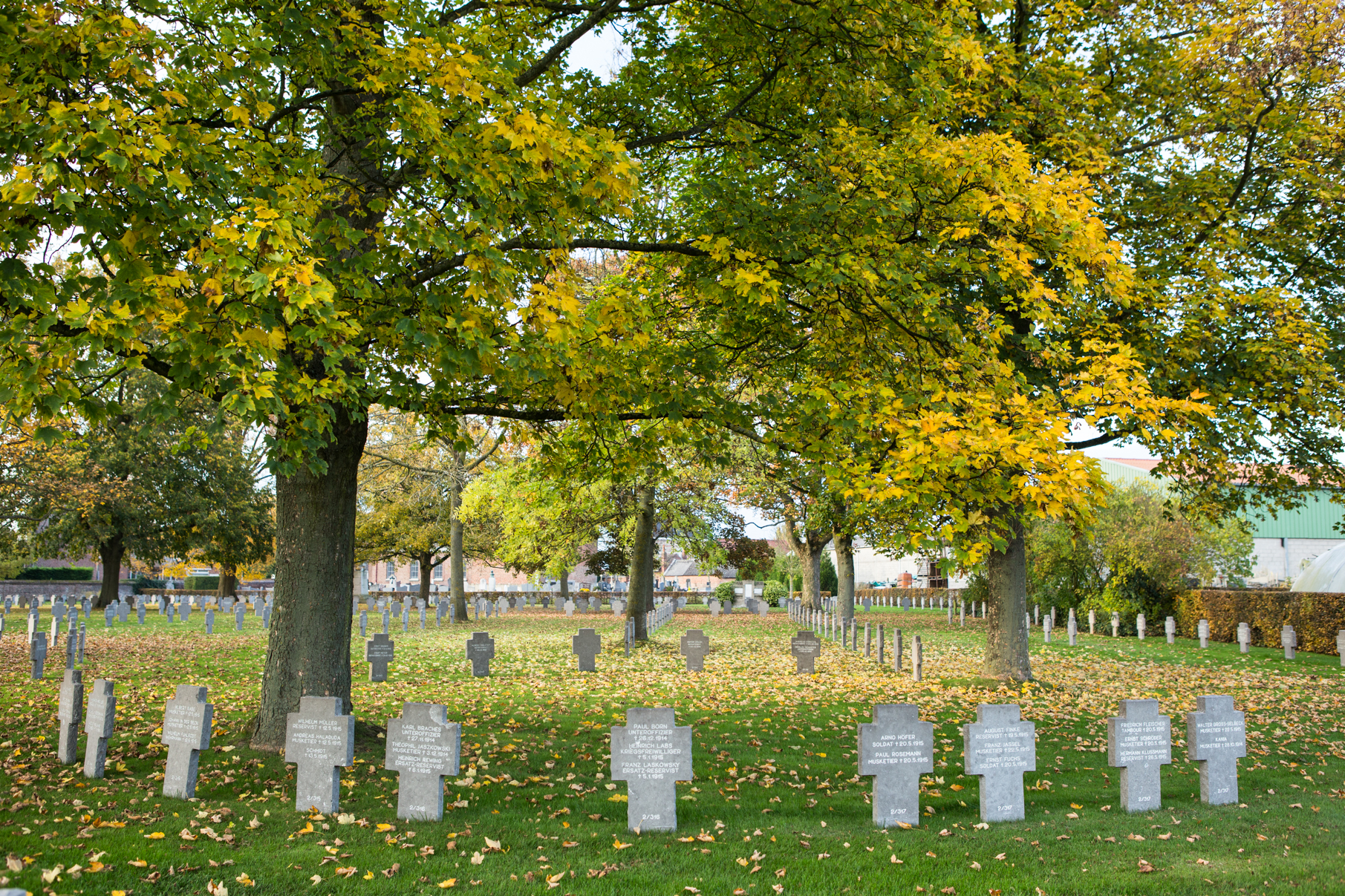
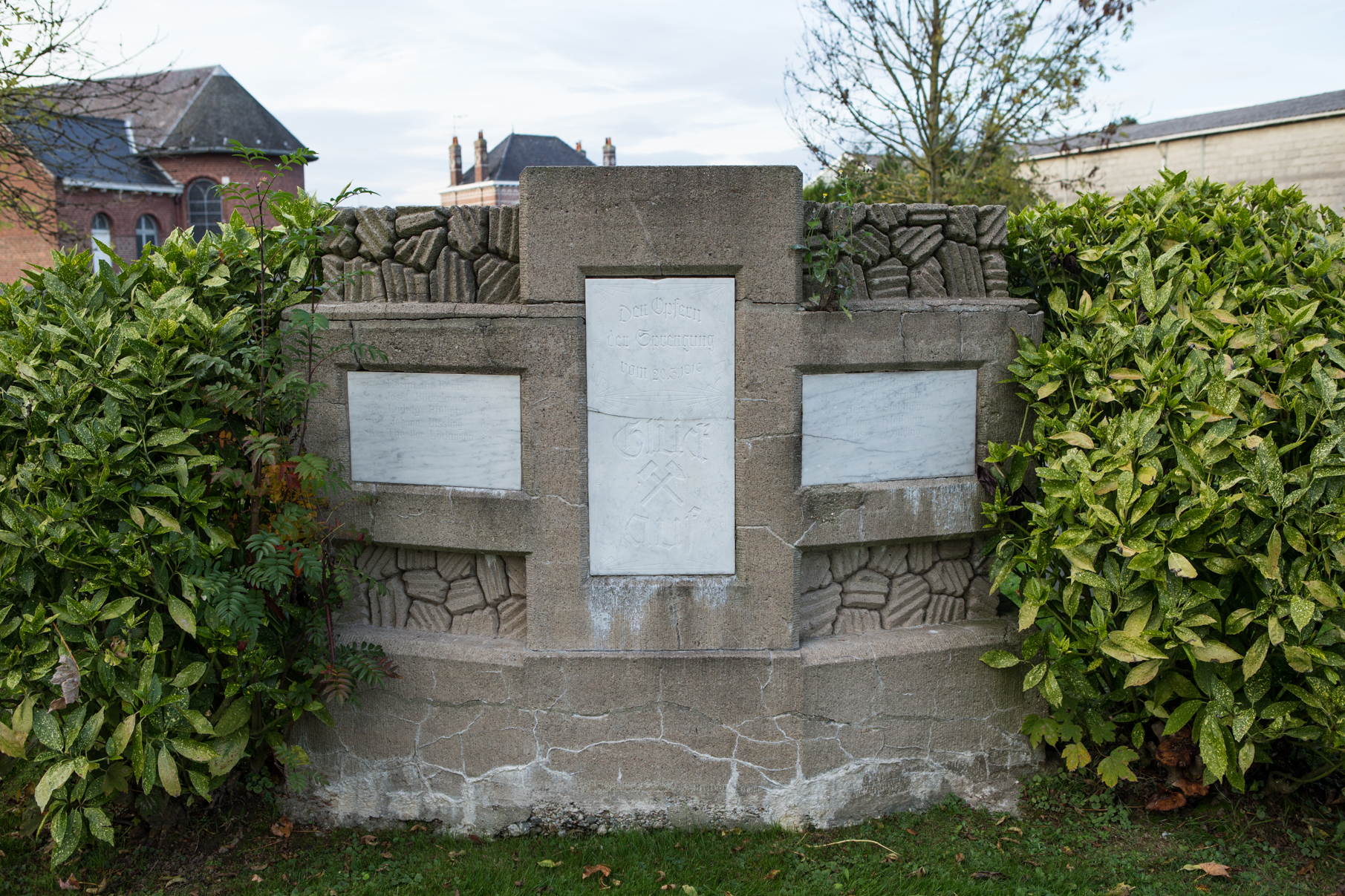
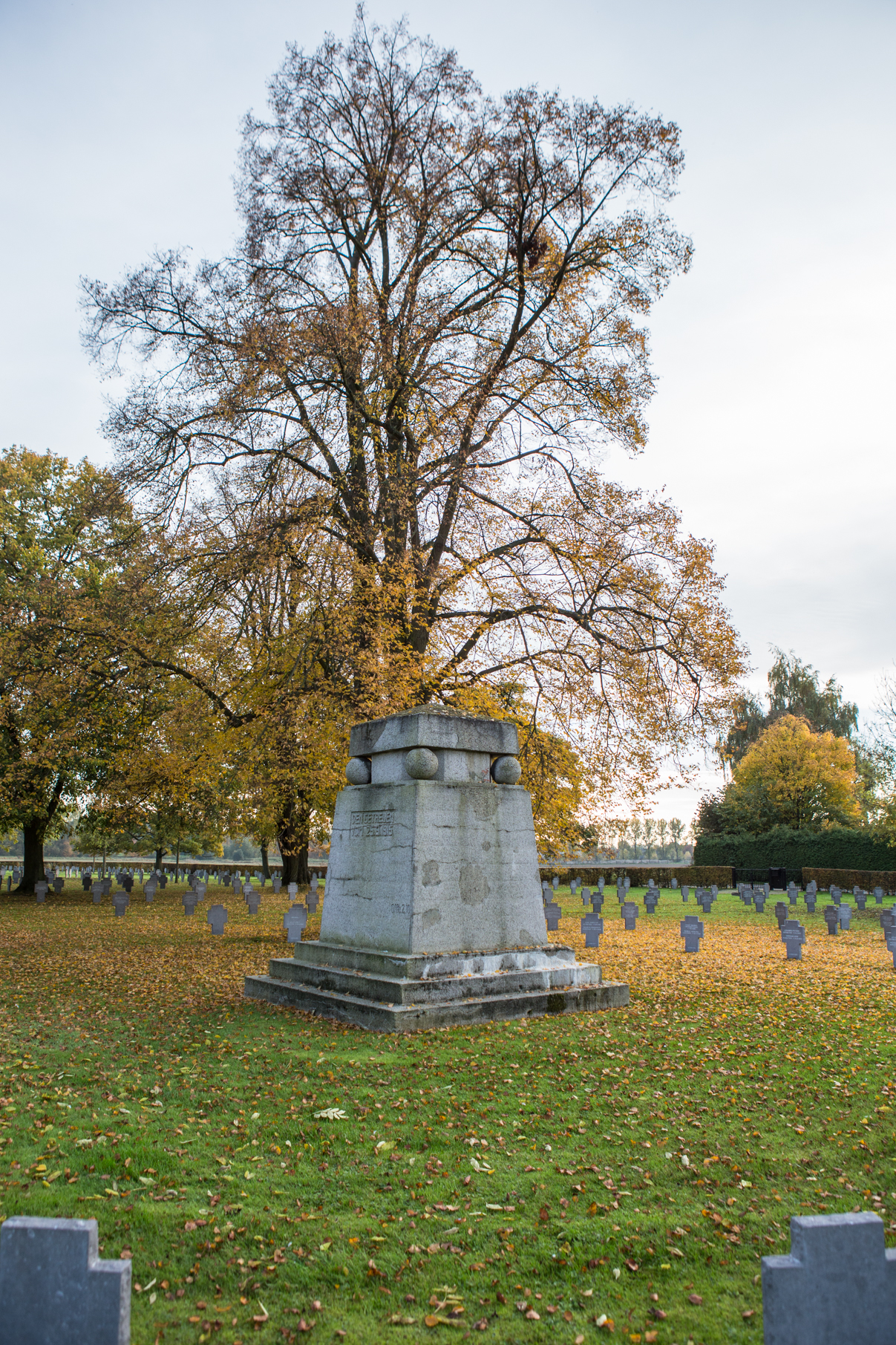
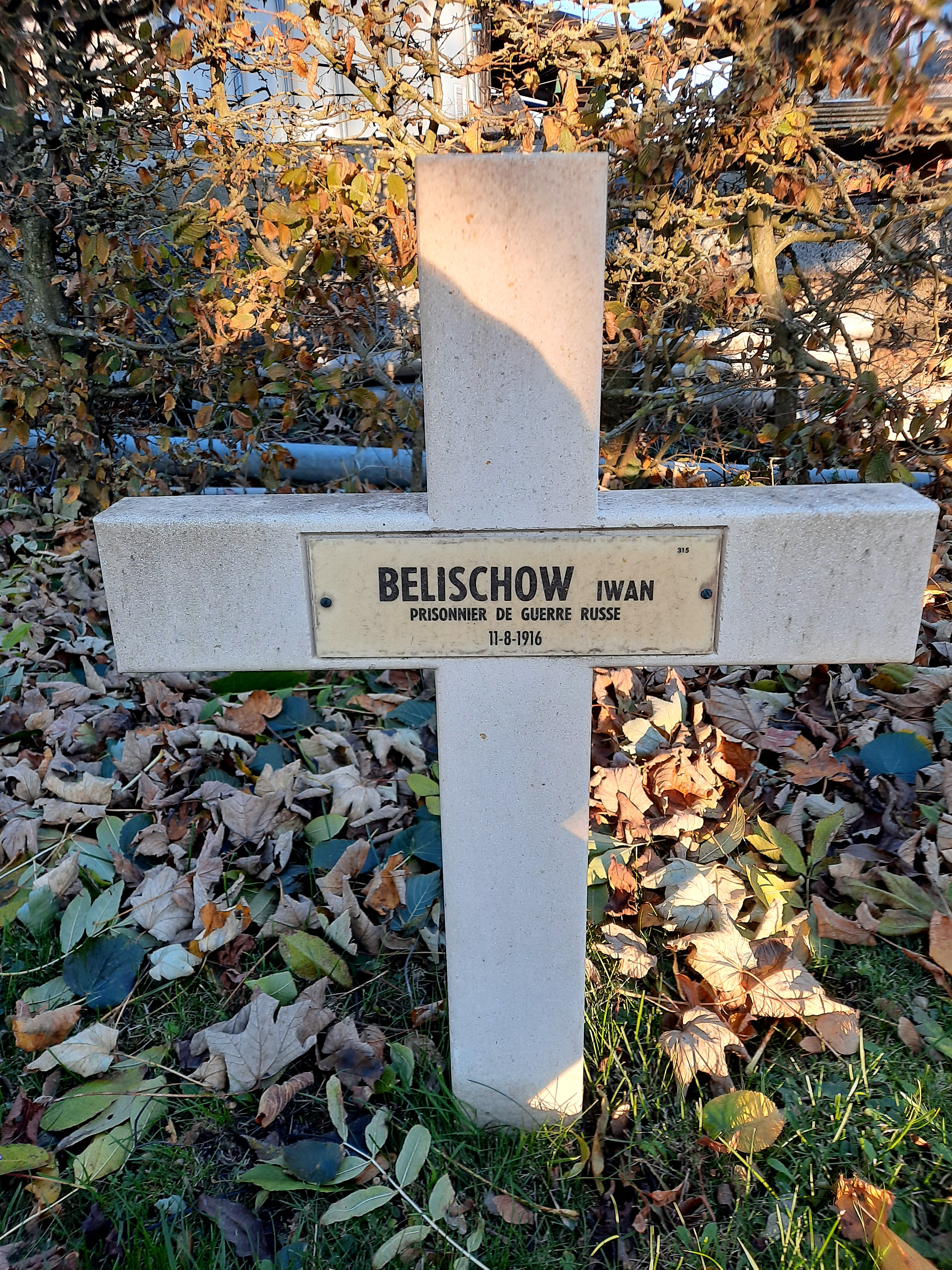

## Sépultures
| Pays      | Sépultures |
| --------- | ---------- |
| Allemagne | 2 824      |
| Russie    | 1          |